# Селище (Літинська селищна громада)
Се́лище — село в Україні, у Літинській селищній громаді Вінницького району Вінницької області. Населення становить 1770 осіб.

## Історія
12 червня 2020 року, відповідно до Розпорядження Кабінету Міністрів України № 707-р «Про визначення адміністративних центрів та затвердження територій територіальних громад Вінницької області», увійшло до складу Літинської селищної громади.
19 липня 2020 року, в результаті адміністративно-територіальної реформи та ліквідації Літинського району, село увійшло до складу Вінницького району.

## Населення

### Мова
Розподіл населення за рідною мовою за даними перепису 2001 року:
| Мова       | Відсоток |
| ---------- | -------- |
| українська | 99,04%   |
| російська  | 0,96%    |

## Відомі люди
- Гончар Анатолій Григорович — український літератор, журналіст, краєзнавець; Заслужений журналіст України.